# 碧剣健太
碧剣 健太（あおつるぎ けんた、1982年12月16日 - ）は、田子ノ浦部屋所属の元大相撲力士。トンガ出身で、現在は日本国籍を取得しており、本名は十川 テビタ。帰化前の名前はデビタ・ラトウ・タウファ。最高位は西三段目筆頭（2009年1月場所）。

## 来歴
2001年11月場所で初土俵。2002年「久乃海」から「久之海」に四股名を改名。
2005年11月から怪我で全休が続き番付外に陥落していたが2006年11月場所に再出世、翌12月に日本国籍取得。
2007年1月場所では6勝1敗で舛名大、藤森との優勝決定巴戦を制し序ノ口優勝を果たした。
2008年1月場所から、「碧剣健太」に改名。
一身上の都合によりブルガリア出身の碧山と入れ替わるように2009年5月場所限りで引退。これによりトンガ出身力士はゼロとなった。引退後は兄弟子である元幕下・久ノ花が会長を務める相撲クラブでコーチを担当している。

## 主な成績
- 通算成績:154勝126敗42休（47場所）

### 場所別成績
| | 一月場所 初場所（東京） | 三月場所 春場所（大阪） | 五月場所 夏場所（東京）  | 七月場所 名古屋場所（愛知） | 九月場所 秋場所（東京） | 十一月場所 九州場所（福岡） |
| --- | ----------------------- | ----------------------- | ------------------------ | --------------------------- | ----------------------- | --------------------------- |
| 2001年 （平成13年） | x                       | （前相撲）              | 東序ノ口25枚目 5–2       | 東序二段95枚目 4–3          | 東序二段74枚目 3–4      | 西序二段92枚目 4–3          |
| 2002年 （平成14年） | 西序二段66枚目 4–3      | 西序二段42枚目 3–4      | 東序二段62枚目 5–2       | 西序二段22枚目 3–4          | 西序二段45枚目 5–2      | 西序二段6枚目 2–5           |
| 2003年 （平成15年） | 東序二段40枚目 4–3      | 西序二段18枚目 3–4      | 東序二段38枚目 4–3       | 西序二段16枚目 4–3          | 東三段目98枚目 5–2      | 西三段目61枚目 1–6          |
| 2004年 （平成16年） | 西三段目94枚目 5–2      | 西三段目60枚目 2–5      | 西三段目86枚目 5–2       | 東三段目53枚目 4–3          | 東三段目36枚目 4–3      | 東三段目24枚目 1–6          |
| 2005年 （平成17年） | 西三段目56枚目 4–3      | 東三段目38枚目 3–4      | 東三段目55枚目 5–2       | 西三段目28枚目 1–2–4        | 西三段目65枚目 4–3      | 東三段目51枚目 0–0–7        |
| 2006年 （平成18年） | 西序二段11枚目 0–0–7    | 西序二段81枚目 0–0–7    | 西序ノ口9枚目 0–0–7      | （番付外）                  | （番付外）              | （前相撲）                  |
| 2007年 （平成19年） | 西序ノ口29枚目 6–1      | 東序二段61枚目 5–2      | 西序二段20枚目 6–1       | 西三段目57枚目 2–5          | 西三段目81枚目 5–1–1    | 東三段目51枚目 4–2–1        |
| 2008年 （平成20年） | 東三段目38枚目 3–4      | 西三段目47枚目 2–4–1    | 西三段目73枚目 3–4       | 西三段目83枚目 6–1          | 東三段目25枚目 4–3      | 東三段目12枚目 4–3          |
| 2009年 （平成21年） | 西三段目筆頭 3–4        | 西三段目15枚目 4–3      | 西三段目4枚目 引退 0–0–7 | x                           | x                       | x                           |
| 各欄の数字は、「勝ち-負け-休場」を示す。 優勝 引退 休場 十両 幕下 三賞：敢=敢闘賞、殊=殊勲賞、技=技能賞 その他：★=金星 番付階級：幕内 - 十両 - 幕下 - 三段目 - 序二段 - 序ノ口 幕内序列：横綱 - 大関 - 関脇 - 小結 - 前頭（「#数字」は各位内の序列） |                         |                         |                          |                             |                         |                             |

## 各段優勝
- 序ノ口優勝:1回（2007年1月場所）

## 改名歴
- 久乃海 嵐志（ひさのうみ あらし）2001年3月場所-2002年3月場所
- 久之海 嵐志（ひさのうみ あらし）2002年5月場所-2005年1月場所
- 久之海 太陽（ひさのうみ たいよう）2005年3月場所-2007年11月場所
- 碧剣 健太（あおつるぎ　けんた）2008年1月場所-2009年5月場所